# Raketoplán jedna
Raketoplán jedna (v anglickém originále Shuttlepod One) je epizoda seriálu Star Trek: Enterprise. Jde o šestnáctý díl první řady pátého seriálu ze světa Star Treku.

## Děj
Trip a Malcolm testují v raketoplánu zaměřovače a proto se vzdálí od Enterprise 20 tisíc kilometrů, zatímco ta mapuje nedaleký pás asteroidů. Během mapování narazí na tesnianskou loď, kterou při pokusu o kontakt zničí záhadné mikrosingularity. Do setkání s raketoplánem zbývají tři dny, takže se kapitán Archer rozhodne převézt tesnianské ztroskotance na domovskou planetu. Při obhlídce škod také zjistí, že byla poškozena vrata hangáru a bude třeba je vyměnit.
Mezitím na místo setkání přilétá raketoplán, který zde Enterprise nenajde a navíc na povrchu asteroidu objeví pole trosek se zničenými vraty. Během testování navíc přišli Trip a Reed o vysílačku a senzory, takže nemohou určit původ trosek a předpokládají, že patří Enterprise. Zásoba kyslíku stačí pouze na 10 dní, a bez navigace a planety třídy M v dosahu čeká oba důstojníky smrt udušením. Komandér Tucker přikáže letět k subprostorovému zesilovači Echo 3 a alespoň informovat Flotilu o zkáze Enterprise.
Během cesty vypluje na povrch špatný vztah mezi Tuckerem a Reedem, a situaci ještě zkomplikují další mikrosingularity, které proděraví raketoplán a zapříčiní další únik kyslíku. Enterprise se vrací pomalu zpátky a pošle zprávu o události dopředu, načež ji Reed stačí zaznamenat a přečíst. Bohužel kyslík by do plánovaného setkání nevystačil, takže se Tucker rozhodne snížit teplotu na minimum a pro přilákání pozornosti Enterprise odhodí motory, které nechá vybuchnout. Trip se pokusí vlézt do přechodové komory a dát tak dvojnásobnou šanci Reedovi, který ho od úmyslu odradí s pistolí v ruce. Tři hodiny před vyčerpáním kyslíku přiletá Enterprise, a oba spící a promrzlé důstojníky nakládá na palubu.